# Aphanistes transstriatus
Aphanistes transstriatus är en stekelart som beskrevs av Kusigemati 1988. Aphanistes transstriatus ingår i släktet Aphanistes och familjen brokparasitsteklar. Inga underarter finns listade i Catalogue of Life.